# Униаутонома
«Униауто́нома» (исп. Universidad Autónoma) — прекративший существование колумбийский футбольный клуб, базировавшийся в городе Барранкилья, в департаменте Атлантико. Клуб был основан в 2011 году и спустя всего два года добился права выступать в колумбийской Примере. Клуб был расформирован в 2015 году.

## История
«Униаутонома» была основана 1 ноября 2010 года как команда, представляющая Автономный университет Карибского бассейна, расположенный в городе Барранкилья. В конце того же года она заполучила место команды «Атлетико ла Сабана» из города Синселехо в Примере B, так как последний прекратил своё существование.
По итогам 2013 года «Униаутонома» заняла первое место во Втором дивизионе чемпионата Колумбии и с 2014 года начала выступать в Примере.
По итогам сезона 2015 года клуб вылетел из Примеры и должен был начать следующий сезон во втором дивизионе. Однако, 27 ноября 2015 года в официальном пресс-релизе Автономный университет Карибского бассейна объявил о роспуске клуба, так как по их утверждению клуб представлял собой огромное финансовое бремя для университета, и что ресурсы университета должны быть вместо этого направлены в полном объёме на непосредственные цели учебного учреждения. Лицензия на выступление во втором дивизионе была продана клубу «Орсомарсо» из Пальмиры, который с 2016 года начал играть в Примере B.

## Титулы и достижения
- Чемпион Колумбии во Втором дивизионе (1): 2013